# Vivo V21
Vivo V21 та Vivo V21e — смартфони середнього рівня, розроблені компанією vivo. Були представлені 27 квітня 2021 року. Також існують Vivo V21 5G, що відрізняється тільки підтримкою 5G та Vivo V21e 5G, що має деякі відмінності у порівнянні з V21e. Також є модель Vivo Y73, що є ідентичною до Vivo V21e, але має простіші камери та процесор.
В Україні офіційно продаються тільки Vivo V21 та V21e, що були представлені 12 червня 2021 року.
Також Vivo V21 є офіційним смартфоном Чемпіонату Європи з футболу 2020.

## Дизайн
Екран виконаний зі скла. У V21 та V21e задня панель виконана зі скла, а у V21e 5G — з пластику. Бокова частина всіх моделей виконана з пластику.
У V21 знизу розташовані роз'єм USB-C, динамік, мікрофон та слот під 2 SIM-картки і карту пам'яті формату microSD до 1 ТБ. Зверху розташований другий мікрофон. З правого боку розміщені кнопки регулювання гучності кнопка блокування смартфону.
У V21e та Y73 знизу розташовані роз'єм USB-C, динамік, мікрофон та 3.5 мм аудіороз'єм. У всіх інших моделей знизу розташовані роз'єм. Зверху розташований другий мікрофон. З лівого боку розташований слот під 2 SIM-картки і карту пам'яті формату microSD до 1 ТБ. З правого боку розміщені кнопки регулювання гучності кнопка блокування смартфону.
У V21e 5G знизу розташовані роз'єм USB-C, динамік, мікрофон та слот під 2 SIM-картки і карту пам'яті формату microSD до 1 ТБ. Зверху розташовані другий мікрофон та 3.5 мм аудіороз'єм. З правого боку розміщені кнопки регулювання гучності кнопка блокування смартфону.
Vivo V21 продається в кольорах Темні сутінки (темно-синій) та Захід сонця (блакитно-рожевий).
Vivo V21 5G продається в 3 кольорах: Темні сутінки (темно-синій) та Захід сонця (блакитно-рожевий) та Біла Арктика (білий).
Vivo V21e та Y73 продаються в кольорах Чорний антрацит та Діамантовий блиск (фіолетовий).
Vivo V21e 5G продається в кольорах Темна перла (темно-синій) та Джаз заходу сонця (блакитно-рожевий).

## Технічні характеристики

### Платформа
Vivo V20 отримав процесор MediaTek Dimensity 800U та графічний процесор Mali-G57 MC3.
Vivo V21e отримав процесор Qualcomm Snapdragon 720G та графічний процесор Adreno 618.
Vivo V21e 5G отримав процесор MediaTek Dimensity 700 та графічний процесор Mali-G57 MC2.
Vivo Y73 отримав процесор MediaTek Helio G95 та графічний процесор Mali-G76 MC4.

### Акумулятор
Акумулятор отримав об'єм 4000 мА·год. Також V21, 21e та Y73 отримали підтримку швидкої зарядки на 33 Вт, а V21e 5G — на 44 Вт.

### Камери

#### Основна камера
V21 отримав основну потрійну камеру 64 Мп, f/1.79 (ширококутний) з фазовим автофокусом та оптичною стабілізацією + 8 Мп, f/2.2 (ультраширококутний) + 2 Мп, f/2.4 (макро).
V21e отримав основну потрійну камеру 64 Мп, f/1.89 (ширококутний) з фазовим автофокусом + 8 Мп, f/2.2 (ультраширококутний) + 2 Мп, f/2.4 (макро).
V21e 5G отримав основну подвійну камеру 64 Мп, f/1.79 (ширококутний) з фазовим автофокусом + 8 Мп, f/2.2 (ультраширококутний).
Y73 отримав основну потрійну камеру 64 Мп, f/1.89 (ширококутний) з фазовим автофокусом + 2 Мп, f/2.4 (макро) + 2 Мп, f/2.4 (сенсор глибини).
Всі моделі вміють записувати відео в роздільній здатності 4K@30fps

#### Передня камера
V21 отримав фронтальну камеру 44 Мп, f/2.0 (ширококутний) з автофокусом та оптичною стабілізацією.
V21e отримав фронтальну камеру 44 Мп, f/2.0 (ширококутний) з автофокусом.
V21e 5G отримав фронтальну камеру 32 Мп, f/2.0 (ширококутний).
Vivo V21 та V21e вміють записувати відео в роздільній здатності  4K@30fps, а V21e 5G та Y73 — 1080p@30fps

### Екран
Екран AMOLED, 6.44", FullHD+ (2400 × 1080) зі щільністю пікселів 409 ppi, співвідношенням сторін 20:9 та краплеподібним вирізом під фронтальну камеру. Крім цього V21 отримав частоту оновлення дисплею 90 Гц та технологію HDR10+, а V21e та Y73 — HDR10.
Усі моделі отримали вбудований в дисплей сканер відбитків пальців.

### Пам'ять
Обидві версії Vivo V21 продаються в комплектаціях 8/128 та 8/256 ГБ. В Україні Vivo V21 доступний лише у версії 8/128 ГБ.
Обидві версії Vivo V21e та Y73 продаються в комплектації 8/128 ГБ.
Також завдяки тому, що смартфони отримали технологію об’єднання пам’яті, 8 ГБ ОЗП можуть бути розширені ще на 3 ГБ за рахунок вбудованої пам’яті.

### Програмне забезпечення
Смартфони були випущені на FuntouchOS 11.1 на базі Android 11.